# Палмер, Эдуард Генри
Эдуард Генри Палмер (7 августа 1840 — август 1882) — британский учёный-востоковед, исследователь Ближнего Востока, преподаватель, научный писатель, переводчик.

## Биография
Родился в Кембридже в семье учителя. В раннем возрасте остался сиротой и был воспитан тётей. Среднее образование получил в школе Перси (англ. The Perse School), где проявил значительные способности к языкам, а также самостоятельно выучил цыганский язык, общаясь с местными цыганами. Из школы был отправлен в Лондон, где до 16-летнего возраста работал клерком в виноторговом магазине и одновременно самостоятельно выучил французский и итальянский языки, общаясь с эмигрантами. В Лондоне тяжело заболел туберкулёзом и в 1859 году вернулся в Кембридж умирающим, но вскоре чудесным образом выздоровел. В 1860 году познакомился с Саидом Абдуллой (Sayyid Abdallah), эмигрантом из Индии, преподававшим в Кембридже язык хинди, и благодаря этому знакомству заинтересовался Востоком. В 1863 году поступил в колледж св. Иоанна в Кембридже (англ. St John's College, Cambridge) изучать восточные языки и в 1867 году, окончив его, был за значительные достижения сразу сделан его сотрудником; фактически самостоятельно выучил хинди, арабский и персидский языки. За время обучения в колледже занимался параллельно каталогизацией арабских, персидских и турецких рукописей в университетской библиотеке и библиотеках Королевского колледжа и Тринити-колледжа. В 1867 году опубликовал собственный трактат о восточном мистицизме на основе изученных им рукописей.
В 1869 году присоединился к британской экспедиции на Синайском полуострове, а спустя год вдвоём с Карлом Дрейком (англ. Charles Drake) исследовал пустыню Эль-Тиф, изучая язык и нравы местных бедуинов и исследуя места обитания моавитян и эдомитян. Проделав через южную Палестину и Ливанские горы путь в Ливан и Дамаск, в 1870 году возвратился в Лондон через Константинополь и Вену. По результатам своей поездки опубликовал несколько докладов, в конце 1871 года стал профессором арабского языка в Кембридже, вскоре после этого женился. Его супруга, однако, умерла в 1878 году после долгой болезни, а в 1881 году Палмер оставил преподавание в Кембридже и стал вольным журналистом в редакции «Standard», пишущим на темы, не связанные с политикой; в 1879 году вновь женился. В начале 1882 года, во время Египетской войны, принял по предложению британского правительства участие в миссии, имевшей целью склонить на сторону англичан синайских бедуинов из пустыни Эль-Тих. В его задачу, по всей видимости, входило не допустить поддержки местными шейхами египетских повстанцев. Известно, что он в одиночку добрался до Газы и оттуда до Суэца; был назначен переводчиком руководителя экспедиции и вместе с капитаном Уильям Джоном Джиллем и флаг-лейтенантом Гарольдом Чаррингтоном закупил верблюдов и отправился к местным шейхам, чтобы подарком обеспечить их лояльность. В августе 1882 года, однако, они попали в засаду, были взяты в плен и по приказу египетского губернатора Келата расстреляны. Их останки, обнаруженные уже после войны усилиями полковника (на тот момент) Чарльза Уоррена, были перезахоронены в соборе св. Павла.
Главные работы: «Oriental misticism, theosophy of the Persians» (Кембр., 1867); каталоги восточных рукописей королевского колледжа (1867) и колледжа Св. Троицы (Тринити) в Кембридже (1870), «The desert of the Exodus» (Кембридж и Лондон, 1871), «History of the Jewish nation» (2 издания, 1884), «A grammar of the arabic language» (2 издания, 1883), «A concise dictionary of the persian language» (2 издания, 1883), «The poetical works of Beh-ed-din Zoheir» (текст и стихотворный перевод, 1876—77), «English gipsy songs» (вместе с Леландом и Теки, 1875), «The song of the reed» (1876), «Haroun Alraschid» (1880), «Memoirs of the survey of western Palestine» (1881—1883), «A concise dictionary english-persian» (1883); «Arabic manual» (2 издания, 1885), «Simplified grammar of the Hindoustani, persian and arabic» (2 издания, 1885), «Oriental permanship» (1886), «Jerusalem» (вместе с Безантом, новое издание — 1888). Под его редакцией был издан также перевод Корана в «Sacred books of the East» (т. VI и IX, Оксфорд, 1880).

## Источник
- Пальмер, Эдуард-Генри // Энциклопедический словарь Брокгауза и Ефрона : в 86 т. (82 т. и 4 доп.). — СПб., 1890—1907.